# Piotr Kukla
Piotr Kukla (ur. 26 czerwca 1958 w Bydgoszczy) – polski operator filmowy i pedagog.

## Biografia
Piotr Kukla urodził się w Bydgoszczy 26 czerwca 1958 roku. Jest absolwentem Wydziału Operatorskiego Państwowej Wyższej Szkoły Filmowej, Telewizyjnej i Teatralnej im. Leona Schillera w Łodzi; dyplom uzyskał w 1983 roku. W latach 80. XX wieku przebywał na emigracji we Francji, następnie w Holandii, gdzie kręcił reklamówki oraz współpracował przy produkcji telewizyjnych seriali dla dzieci. W 2000 był operatorem przy kręceniu filmu Opiekun w reżyserii Ralpha Zimana. Powstały w międzynarodowej koprodukcji obraz miał swoją światową premierę 13 września 2001 roku. Za zdjęcia do filmu Bliźniaczki w reżyserii Bena Sombogaarta Kukla otrzymał Srebrną Żabę na konkursie EnergaCamerimage w 2003 roku. W 2019 roku otrzymał nagrodę indywidualną na festiwalu w Las Vegas (ang. Las Vegas International Film and Screenwriting Competition).
Operator współpracował z takimi reżyserami, jak: Krzysztof Sowiński, Piotr Bikont, Piotr Weychert, Piotr Mikucki, Wiesław Saniewski, Krzysztof Talczewski, Lech Majewski, Renata Gabryjelska, Waldemar Krzystek. Filmowiec jest członkiem Stowarzyszenia Autorów Zdjęć Filmowych. Zatrudniony jako wykładowca w swej macierzystej uczelni w Łodzi.